# Diritto di cronaca (film)
Diritto di cronaca (Absence of Malice) è un film del 1981 prodotto e diretto da Sydney Pollack.

## Trama
Michael Gallager ha la sola colpa di essere il figlio di un mafioso e per questo viene preso di mira dall'agente federale Rosen, che sta indagando sull'uccisione di un sindacalista. Egli in qualche modo strumentalizza la giovane reporter Megan Carter, inducendola ad interessarsi a Gallager e quindi a scrivere su di lui. Ciò che viene scritto sul giornale finisce con il creare pesanti sospetti su Michael Gallager, al punto di portarlo sull'orlo del fallimento. Gallager cerca di resistere comunque alle difficoltà. Intanto, tra Megan e Michael sembra nascere una storia d'amore, sia pure tormentata. Tutto cambia quando Megan intervista l'amica di Michael Teresa Perrone: contrariamente a quanto richiesto da lei, pubblica le sue dichiarazioni sul giornale e svela il fatto che avesse abortito, nonostante fosse una fervente cattolica. Teresa si suicida.
Gallager decide di far pagare i responsabili di questa tragica morte: finge di accordarsi con il procuratore generale per fare da testimone, invece fa in modo che sembri corrotto.
Rosen allora inizia a indagare, senza autorizzazione, anche sul procuratore. Megan chiede notizie ufficiali a Gallagher, che però si rifiuta di dargliele in via non confidenziale.
Allora Megan decide di pubblicare la notizia dell'inchiesta sul procuratore.
Dopo la pubblicazione dello scoop, James Wells, del dipartimento di giustizia federale, fa riunire tutti in una sala e li obbliga a chiarire l'intera vicenda.
Alla fine Gallagher raggiunge il suo scopo e Rosen viene licenziato. Emblematica è la frase che Michael Gallager pronunzia: "Qui tutti sono furbi, tutti fanno il loro gioco, ma intanto Teresa Perrone è morta. A chi mi rivolgo per questo?".
In un'atmosfera venata di dolore e di dolcezza, Megan Carter e Michael Gallager si incontrano: lei si chiede se un altro giornale la prenderebbe e si scambiano un generico proposito di risentirsi. Poi lui, avendo anche venduto la sua casa, parte con la barca per andare a trovare la figlia (sia nella versione italiana che in quella originale, all'inizio del film si parla di un figlio, mentre alla fine di una figlia).

## Riconoscimenti (parziale)
- 1982 - Premio Oscar
  - Candidatura al miglior attore protagonista a Paul Newman
  - Candidatura all migliore attrice non protagonista a Melinda Dillon
  - Candidatura alla migliore sceneggiatura originale a Kurt Luedtke
- 1982 - Golden Globe
  - Candidatura alla migliore attrice in un film drammatico a Sally Field
  - Candidatura alla migliore sceneggiatura a Kurt Luedtke